# سافی
سافی (به مجاری: Szaffi) انیمیشنی از سینمای مجارستان به کارگردانی آتیلا دارگای محصول سال ۱۹۸۴ است. این فیلم بر اساس کتابی به نام بارون کولی نوشتهٔ مور یوکائی نمایش‌نامه‌نویس و رمان‌نویس مجار ساخته شده‌است. داستان سافی در قرن هجدهم رخ می‌دهد و دربارهٔ یک نجیب‌زادهٔ فقیر مجاری و دختری ترک است که به کولی‌ها شباهت دارد. موسیقی اپرت بارون کولی از یوهان اشتراوس که بر اساس همان رمان نوشته شد، در موسیقی متن فیلم استفاده شده‌است.